# 鷹潭駅
鷹潭駅（ようたんえき）は中華人民共和国江西省鷹潭市月湖区に位置する中国国鉄南昌鉄路局が管轄する駅である。

## 所属路線
- 中国国鉄
  - 滬昆線：上海南駅より673km、昆明駅まで1998km
    - 元浙贛線：杭州駅より500km、株洲駅まで454km

  - 鷹廈線：廈門駅まで694km
  - 皖贛線：貴渓駅まで滬昆線と共用、蕪湖駅より570km

## 駅構造
- 単式ホーム1面、島式ホーム3面の地上駅である。構内の線路は11本ある。東側に操車場を有する。

## 利用状況
各種別を含め2015年1月現在、毎日145本の旅客列車が発着する。

## 歴史
- 1936年1月 - 開業した[2]。
- 1958年 - 鷹廈線開通後に一等駅になり、操車場を分離した[2]。
- 1970年 - 拡張工事が終了した[2]。
- 1980年 - 更に拡張工事を行い、鷹潭南貨物駅と鷹潭東操車場とで「品」形に構成される様になった[2]。
- 1995年5月 - 鉄道部に批准され、特等駅となった[2]。
- 2007年4月18日 - 動車組が運行開始した[3]。
- 2007年5月29日 - 7月の第六次大提速（速度向上）に備え、4面目のホームを増設した。線路を9本から11本に増設した[4]。

## 隣の駅
中国国鉄
滬昆線
河潭埠駅 - 貴渓駅 - 童家駅 - 鷹潭駅（編組站） - 鷹潭駅 - 劉家駅
鷹廈線
鷹潭駅 - 鷹潭南駅（貨物駅） - 余家駅
皖贛線
貴渓北駅 - 貴渓駅 - 童家駅 - 鷹潭駅